# Portale hypertensie
Portale hypertensie is een te hoge bloeddruk in de leverpoortader (vena portae hepatis). Deze ader transporteert voedingstoffen van de darmen naar de lever en is verantwoordelijk voor ongeveer 70% van de bloedtoevoer naar de lever. De normale bloeddruk van de leverpoortader schommelt tussen 5 en 10 mmHg. Men spreekt over portale hypertensie wanneer de druk hoger is dan 12 mmHg.

## Oorzaken
De oorzaken van portale hypertensie worden ingedeeld volgens de plaats waar ze worden uitgelokt: prehepatisch (vóór de lever), intrahepatisch (in de lever zelf), posthepatisch (voorbij de lever).
- Prehepatisch: trombose in de leverpoortader (zorgt voor vernauwing van de ader en dus voor bloedstuwing)
- Intrahepatisch: de bloedstroom van de leverpoortader wordt belemmerd in de lever. De meest voorkomende oorzaak is cirrose (80% van de gevallen). Door de harde fibrotische lever verloopt de bloedstroming van de poortader moeilijker en ontstaat er overdruk. Andere directe en indirecte leveraandoeningen die portale hypertensie kunnen uitlokken zijn: hepatitis, levertumoren, de ziekte van Wilson, aangeboren leverfibrose, primair scleroserende cholangitis, hemochromatose, schistosomiasis en sarcoïdose.
- Posthepatisch: cardiovasulaire aandoeningen in bloedvaten voorbij de lever zoals het syndroom van Budd-Chiari en rechter hartfalen

## Symptomen
Aanvankelijk verloopt portale hypertensie asymptomatisch. Bij aanhoudende portale hypertensie zullen er zich nieuwe bloedvaten vormen die het bloed trachten om te leiden naar de vena cava inferior, de onderste holle ader omdat de bloedstroming doorheen de lever te veel bemoeilijkt wordt. Het te grote bloedvolume in de poortader vloeit af via nieuwe venen en doorheen de vaatwand. Vanaf dit punt treden er wel symptomen op die typisch zijn voor portale hypertensie.
De symptomen zijn:
- Ascites: vochtuitstorting (doorheen de vaatwand) in de peritoneale ruimte t.g.v. de hoge portale bloeddruk en de verhoogde doorlaatbaarheid van de bloedvaten
- Splenomegalie
- Vorming van anastomosen tussen de poortader en andere bloedvaten: oesofagusvarices, maagvarices, spataderen rond de navel (caput medusae) en aambeien
- Spontane bacteriële buikvliesontsteking

## Behandeling
In de eerste plaats zal men de uitlokkende oorzaak aanpakken. De behandeling is dus afhankelijk van de oorzaak (bijvoorbeeld levertransplantatie bij cirrose of toediening van antistolling bij trombose).
Men kan portale hypertensie ook direct aanpakken door het plaatsen van een shunt. De bedoeling van deze shunt is het afvoeren van een deel van het bloed in de poortader zodat deze terug een normale bloeddruk krijgt. Een portosystemische shunt kan worden aangelegd tussen de poortader en o.a. de vena cava inferior, de vena hepatica en de vena jugularis. Ook vanuit de vena mesenteria en de vena lienalis kunnen shunts aangelegd worden.
Portale hypertensie heeft behoorlijk ernstige symptomen. Deze moeten eveneens snel worden aangepakt. Overtollig vocht in de peritoneale ruimte kan worden uitgedreven met diuretica, een ascitespunctie of met een shunt tussen de poortader en de vena jugularis. Bij oesofagusvarices kunnen de spataderen in de slokdarm snel barsten met ernstige, levensbedreigende bloedingen tot gevolg. Behandelingen zijn: bloedtransfusie (om bloedverlies te compenseren), ballontamponade of sclerotherapie (om bloedingen te stoppen), portale drukverlagende medicatie en bandligatie (het afsnoeren van de spatader).